# Dystrykt Shangombo
Dystrykt Shangombo (lub Shang'ombo) – dystrykt w południowo-zachodniej Zambii w Prowincji Zachodniej. W 2000 roku liczył 70 049 mieszkańców (z czego 47,81% stanowili mężczyźni) i obejmował 14 039 gospodarstw domowych. Siedzibą administracyjną dystryktu jest Shangombo.